# لاري كرايغ (لاعب كرة قدم أمريكية)
لاري كرايغ (بالإنجليزية: Larry Craig)‏ هو لاعب كرة قدم أمريكية أمريكي، ولد في 27 يونيو 1916 في Six Mile, South Carolina ‏ في الولايات المتحدة، وتوفي في 30 مايو 1992.

## وصلات خارجية
- لاري كرايغ على موقع مرجع كرة القدم المحترفة.كوم (الإنجليزية)